# Frederick Gugenheim Gregory
Frederick Gugenheim Gregory (* 22. Dezember 1893 in London; † 27. November 1961 ebenda) war ein britischer Pflanzenphysiologe.
Er hieß ursprünglich Fritz Gugenheim, die Eltern waren aus Deutschland nach London eingewandert – sein Vater Carl Gugenheim war Juwelier. Seinen Namen änderte er im Ersten Weltkrieg (1916) wegen der antideutschen Ausschreitungen in England (Gugenheim selbst wurden einige seiner Notizbücher zerstört mit den Aufzeichnungen zu seinen frühen Experimenten). Guggenheim studierte ab 1912 zunächst Chemie und dann unter dem Einfluss von John Bretland Farmer Botanik am Imperial College London. Nach dem Abschluss war er in der Gruppe von Vernon Herbert Blackman (1872–1967), dem Professor für Pflanzenphysiologie am Imperial College, in der Cheshunt Experimental Station. Er untersuchte den Einfluss verschiedener Faktoren auf Pflanzenwachstum. 1929 wurde eŕ Assistant Professor am Imperial College und befasste sich mit Stomata. 1937 wurde er Nachfolger von Blackman als Professor für Pflanzenphysiologie am Imperial College. Als Blackman 1943 die Institutsleitung abgab, wurde er erst Acting Director (vorher war er Assistant Director) und erhielt erst 1947 den Titel Direktor.
Er wurde 1950 Fellow der Royal Society, deren Royal Medal er 1957 erhielt. 1956 wurde er Mitglied der National Academy of Sciences.
Er war ein guter Zeichner und Hobby-Pianist.